# Jarāmaraṇa
Jarāmaraṇa (sanskrit, pâli) signifie «la vieillesse et la mort».

## Jarāmaraṇa dans le bouddhisme
Dans le bouddhisme, Jarāmaraṇa signifie l'existence, le changement et les souffrances qui en découlent, cela jusqu'à la dissolution. Les définitions de jarā et de maraṇa prennent un sens plus vaste que les conceptions habituelles de déclin et de décès. L'expression est employée dans la coproduction conditionnée, dont elle est le «dernier» lien, bien que n'indiquant pas une fin dans le processus de causalité. Jarāmaraṇa est conditionnée par la naissance, jāti.

## Jarā
Le déclin est la manifestation «grossière» d'une caractéristique fondamentale de tout phénomène : l'impermanence, anicca.
Comme telle, elle peut valoir comme l'un des trois «messagers divins» , devaduta. C'est l'un des messagers qui permit à Gautama Bouddha de prendre la décision de quitter la vie au palais pour trouver un remède à la souffrance, dukkha.

## Maraṇa
La mort est la dissolution de tout phénomène, qui a lieu sans cesse. Elle s'apparente à l'une des fonctions de la conscience, Viññāṇa-kicca.
On peut aussi parler de mort pour désigner l'extinction du processus vital dans le cas de l'arhat, qui entre alors en parinirvana.
Māra est la personnification de la mort.